# Neriene katyae
Neriene katyae là một loài nhện trong họ Linyphiidae.
Loài này thuộc chi Neriene. Neriene katyae được miêu tả năm 1969 bởi van Helsdingen.